# Botiga

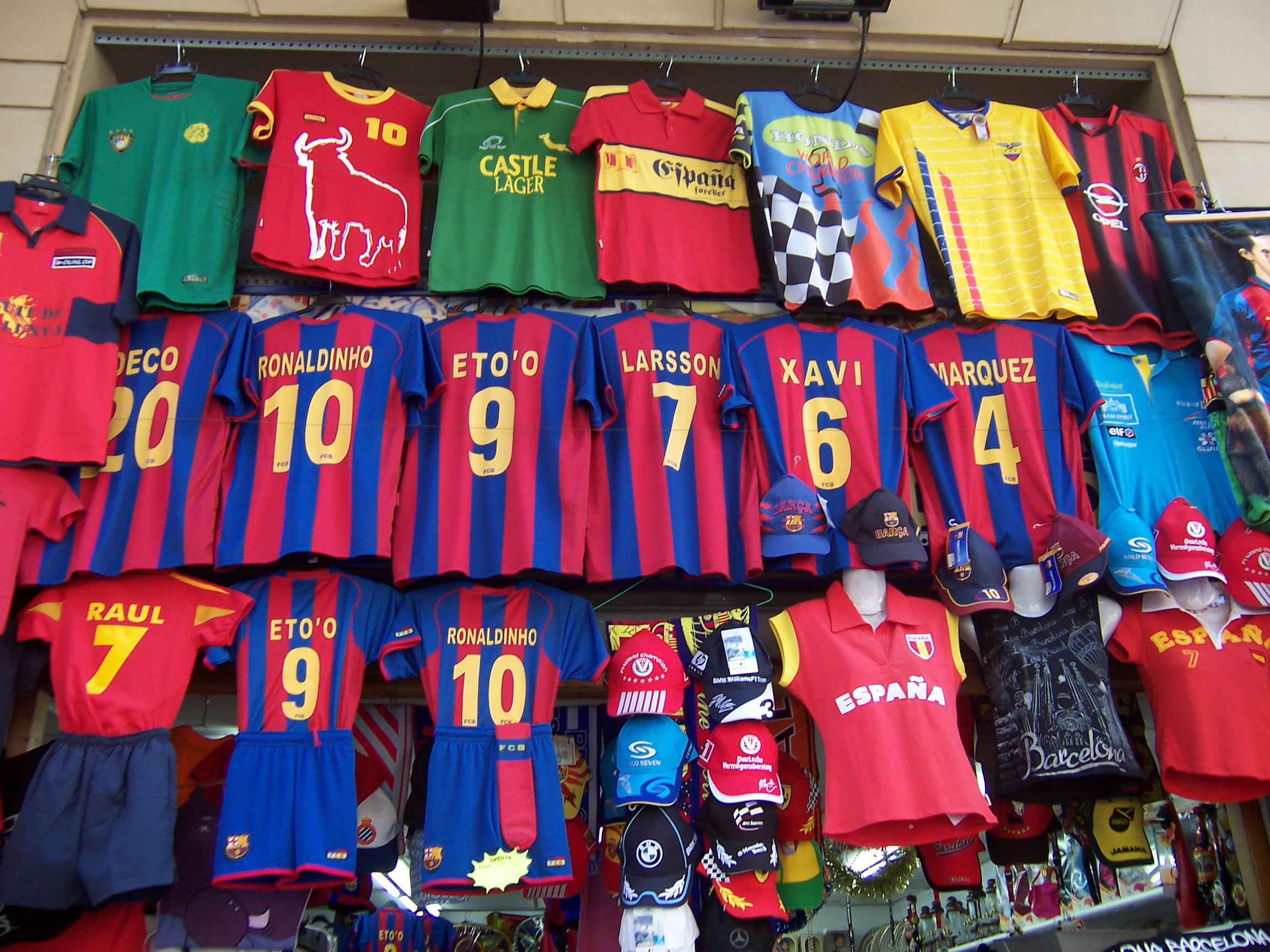
Samarretes en una botiga de souvenirs de Barcelona.

Una botiga o comerç (a voltes tenda) és un tipus d'establiment comercial, físic o virtual, on la gent pot adquirir béns o serveis a canvi d'una contraprestació econòmica, de forma tradicional.
El vocable botiga implica un petit establiment amb atenció directa per part d'un venedor o dependent; també pressuposa l'existència d'un taulell o taula que separa la sala de vendes dels articles en venda. Aquesta forma de comerç contrasta, d'una banda, amb les grans superfícies, i, de l'altra, amb el comerç en règim d'autoservei (supermercats i similars), on el consumidor s'apropa als articles, els tria i els porta fins a la línia de caixes enregistradores per a pagar la compra.

## Característiques
Les botigues poden dedicar-se a vendre un producte determinat, tals com a roba, menjar o electrònica, o ampliar el seu assortiment a diversos tipus d'articles. A més de les botigues independents que funcionen per si mateixes, existeixen les galeries comercials i llocs coneguts com a centres comercials on diverses botigues (locals comercials) comparteixen un recinte tancat.
Als Països Catalans proliferen les botigues de proximitat, més o menys petites, sovint familiars, que donen caràcter a carrers, barris i localitats i contribueixen a bastir i mantenir un teixit social dens. Hi ha bon nombre de botigues de llarg historial que conserven l'aspecte originari i poden considerar-se de valor patrimonial (per interès històric i, sovint, artístic). El 2017 hi havien 101.389 botigues a Catalunya.
El règim de petites botigues de barri es dona, així mateix, en força regions d'Iberoamèrica, d'Espanya i d'altres països. En països com Colòmbia, aquests establiments representen més del 70% del total de les vendes de vitualles i productes bàsics de consum de la població. A Espanya, aquestes botigues tradicionals, també anomenades tiendas de ultramarinos (botigues d'ultramarins), representen el 13% de les vendes d'alimentació i productes bàsics de drogueria i perfumeria.
Algunes botigues ofereixen als clients la possibilitat de pagar a crèdit.

## Variants actuals
Arran el desenvolupament de la telemàtica i, particularment, d'Internet, avui dia també botigues virtuals en forma de lloc web, on l'usuari pot adquirir els productes en línia. Aquestes botigues virtuals poden ésser una secció d'una botiga física o bé existir exclusivament en la versió virtual. Algunes botigues simplement ofereixen la possibilitat de consultar-ne el catàleg en línia, mentre que es restringeix la compra a la botiga física.